# تیغه گاوآهن

اجزای یک گاوآهن ساده: ۱) بدنه؛ ۲) سه نقطه اتصال؛ ۳) تنظیم‌گر ارتفاع؛ ۴) کولتر (یا چاقو) ۵) اسکنه ۶) تیغه گاوآهن ۷) تخته برگردان

در کشاورزی، تیغه گاوآهن (انگلیسی آمریکایی: plowshare؛ انگلیسی بریتانیایی: ploughshare)، بخشی از یک گاوآهن است. این بخش، لبه برشی یا لبه جلویی تخته برگردان است که هنگام شخم زدن، از نزدیک کالسکه (یک یا چند میخ زمین‌شکن) را دنبال می‌کند.